# Una regina per Cesare
Una regina per Cesare è un film del 1962 diretto da Piero Pierotti.

## Trama
La pellicola narra le vicende di Giulio Cesare in Egitto, e della sua storia d'amore con Cleopatra.

## Produzione
Gli esterni sono stati girati in Egitto.